# جبال الزاب
جبال الزاب وتسمى أيضًا جبال الزيبان هي سلسلة جبال في الجزائر تقع في شرق البلاد وتشكل جزءًا من الأطلس الصحراوي.

## أسماء المواقع الجغرافية
تحمل السلسلة اسم منطقة الزاب التاريخية، وهو المصطلح الذي لم يعد يُستخدم، والذي حدد منطقة شاسعة مجاورة لجبال الأوراس.

## جغرافية
جبال الزاب جزء من أطلس الصحراء، تقع بين جبال الأوراس من الشرق وجبال أولاد نايل في الغرب. إنها مكونة من سلسلة من الجبال: الزاب الغربي والزاب الشرقي.
تتمتع الجبال بموقع متميز في الجزء الضيق من الحزام الجبلي المغاربي تتصل في شرق الجزائر بمدن: سكيكدة - قسنطينة - باتنة - بسكرة.
تقع الكتلة الصخرية غرب مدينة بسكرة. وتمتد الى واحات الزاب. لا يتجاوز هطول الأمطار 300 مليمتر (12 بوصة) في السنة.